# 志賀 (海防艦)
志賀（しが）は、日本海軍の海防艦。鵜来型海防艦の21番艦。艦名は福岡県にある志賀島にちなむ。太平洋戦争を生き延びて戦後は掃海に従事し運輸省の定点観測船、その後海上保安庁の巡視船となり、さらに千葉県千葉市の海洋公民館となった。

## 艦歴

### 起工-竣工-訓練
マル戦計画の海防艦、第4701号艦型の11番艦、仮称艦名第4711号艦として計画。1944年（昭和19年）11月25日、佐世保海軍工廠で起工。12月8日、「志賀」と命名され鵜来型に分類されて同級の21番艦に定められる。1945年（昭和20年）2月9日、進水。10日、艤装員事務所を設置。3月3日、艤装員長に名井貢少佐が着任。20日竣工。名井少佐（志賀艤装員長）は志賀海防艦長となる。同日附で、志賀艤装員事務所は撤去された。本籍を佐世保鎮守府籍に定められ、佐世保鎮守府警備海防艦となり呉鎮守府部隊呉防備戦隊に編入された。
28日、志賀は佐世保を出港し、29日に佐伯に到着。4月6日 大和を旗艦とする第二艦隊の沖縄出撃に先立ち、慣熟訓練を兼ねて前路掃討を実施。豊後水道南部で敵潜水艦らしきものを捕捉し、爆雷投射により零式水上偵察機と共同して攻撃。その結果、気泡と油膜を確認したため敵潜水艦を撃沈したと判断した。7日、呉に到着し、12日に出港。13日、舞鶴に到着。22日に出港し七尾へ移動。以降七尾を拠点に訓練に従事。5月5日、舞鶴鎮守府部隊第五十一戦隊に編入された。13日、海上護衛総司令部第一護衛艦隊第二十一海防隊に編入された。

### 海軍艦艇
1945年（昭和20年）5月16日、志賀は七尾を出港し、舞鶴に移動。舞鶴海軍工廠で機銃増強工事を受ける。改装完了後出港し、27日に鎮海に到着。以降的山浦を拠点に対馬海峡の対潜哨戒に従事。7月10日、第二十一海防隊は連合艦隊第七艦隊に編入。31日、志賀は壱岐島半城浦で停泊中に空襲を受けたため対空戦闘を行い、P-51 マスタングを2機撃墜したとされる。
8月15日の終戦時は浅海湾に所在。統営、的山浦を経由し佐世保へ回航された。9月15日、第二十一海防隊は佐世保鎮守府部隊に編入された。
海軍省の廃止に伴い1945年（昭和20年）11月30日除籍。

### 掃海艦
1945年（昭和20年）12月1日、第二復員省の開庁に伴い、佐世保地方復員局所管の掃海艦に定められる。
1946年（昭和21年）7月1日、掃海艦の定めを解かれる。
8月1日、佐世保地方復員局所管の特別輸送艦に定められ、同時に特別保管艦に指定される。9月26日、特別輸送艦の定めを解かれた。

### 連絡船-定点観測船-巡視船
1946年（昭和21年）11月1日、志賀は三菱重工業横浜造船所に入渠し改装工事に着手した。改装内容は船橋を両舷まで拡幅。船体は長船首楼型船形とし、士官用室、応接室等を増設。船楼甲板上にはボート甲板が追加され、後部には兵員室等を設け、ヨット式船形になる。
12月31日、志賀は運輸省へ移管され、1947年（昭和22年）4月8日より米陸軍連絡船として博多-釜山間に就航した。運航は運輸省鉄道総局門司鉄道局であった。12月31日、航路廃止に伴い解役。1949年（昭和24年）1月15日、運輸省横須賀管船部保管船となる。
1950年（昭和25年）12月、中央気象台の定点観測船となり志賀丸（しがまる）と命名され、定点観測に従事した。
1954年（昭和29年）1月1日、海上保安庁に編入され巡視船こじま (PL-106)となり、第三管区海上保安部横浜海上保安部に配属。3月3日、呉に回航。
6月23日、海上保安大学校練習船に改装される。これは、連絡船時代に居住設備を強化されていたことから選ばれたもので、以降第一期生から第九期生までのミッドウェー島海域、ハワイ、ハワイ経由アメリカ西海岸といった遠洋実習航海に使用された。1955年（昭和30年）9月、補強工事を受ける。
1956年（昭和31年）4月17日から22日まで、北朝鮮遮湖（チャホ）から在留邦人36名を舞鶴へ移送。11月30日から12月4日にかけてソ連のナホトカから在留邦人23名を舞鶴へ移送。
1957年（昭和32年）4月12日、6期生第2学年の実習中に第五北川丸沈没事故が発生し、救助のため緊急出動。
1958年（昭和33年）、海上保安庁観閲式に参加。同年、曳航緩衝装置の試験中に後甲板右舷の双繋柱が破損した。後に当該双繋柱は甲板取付用望遠鏡とともに海上保安大学校海上保安資料館で保存された。9月、トランサムを丸みのある形状に改造したため、全長が0.2メートル延長された。
1965年（昭和40年）6月1日附で後継のこじま (PL-21)の就役に伴い退役。退役後は呉に係留された。

### 海洋公民館として
1965年（昭和40年）8月、広島県呉市との招致争いの末、千葉県千葉市がこじまの払い下げを受ける。9月 巡視船むろと (PL-01)の曳航により呉港から稲毛海岸へ回航。10月から海洋公民館として使用するため船内改装工事に着手し、1966年（昭和41年）5月5日 に竣工。18日から千葉県千葉市稲毛海岸4丁目（現千葉県千葉市美浜区高洲4丁目）に「千葉市海洋公民館」として開館。周辺を「こじま公園」として整備した。払い下げ当初は海沿いの岸壁に接した形だったが、後の周囲の埋め立てで公園の池に浮かぶ姿に変じた。だがそのままでは不安定になるので池の底に固定される形となっていた。
晩年には第二次世界大戦に参加した大日本帝国海軍艦艇の最後の生き残り（現存唯一の第二次世界大戦に参加した旧海軍艦船である特務艦「宗谷」は「艦艇」ではなく「特務艦艇」籍）として親しまれた。
1993年（平成5年）4月1日、建築基準法並びに消防法に適合しないことが判明し、公民館は休館となり、1997年（平成9年）3月25日に閉館。
1998年（平成10年）、老朽化や保存コストを理由に千葉市がこじまの解体撤去を行った。
解体後は稲毛海浜公園内の稲毛記念館および栃木県那須郡那須町の戦争博物館に部品の一部が展示された。2017年（平成29年）4月に千葉市海洋公民館跡地に建設された高洲スポーツセンター内にこじまの展示コーナーが作られ、稲毛記念館に展示されていた展示品が移設された。こじまのあった池は解体後に埋め立てられており存在しないが、隣接する公園やバス停は「こじま公園」のままとなっており現在もその名を残している。
また、上述のように1958年の事故で破損した後甲板右舷の双繋柱と甲板取付用望遠鏡が海上保安大学校海上保安資料館で保存展示されている。

## ギャラリー

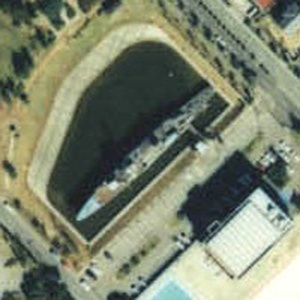
千葉市海洋公民館（元・海防艦「志賀」）。国土交通省 国土地理院 地図・空中写真閲覧サービスの空中写真を基に作成
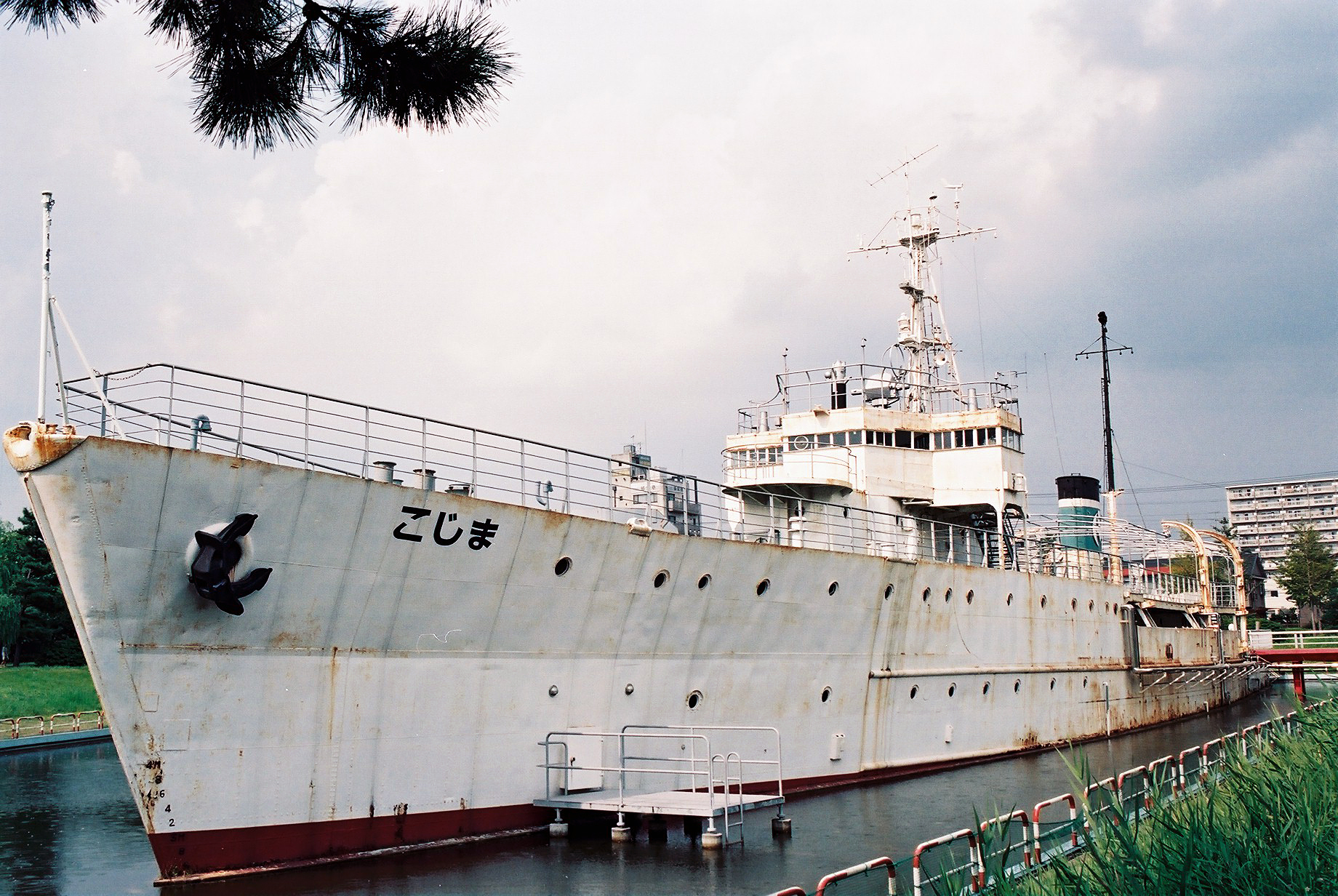
左舷側
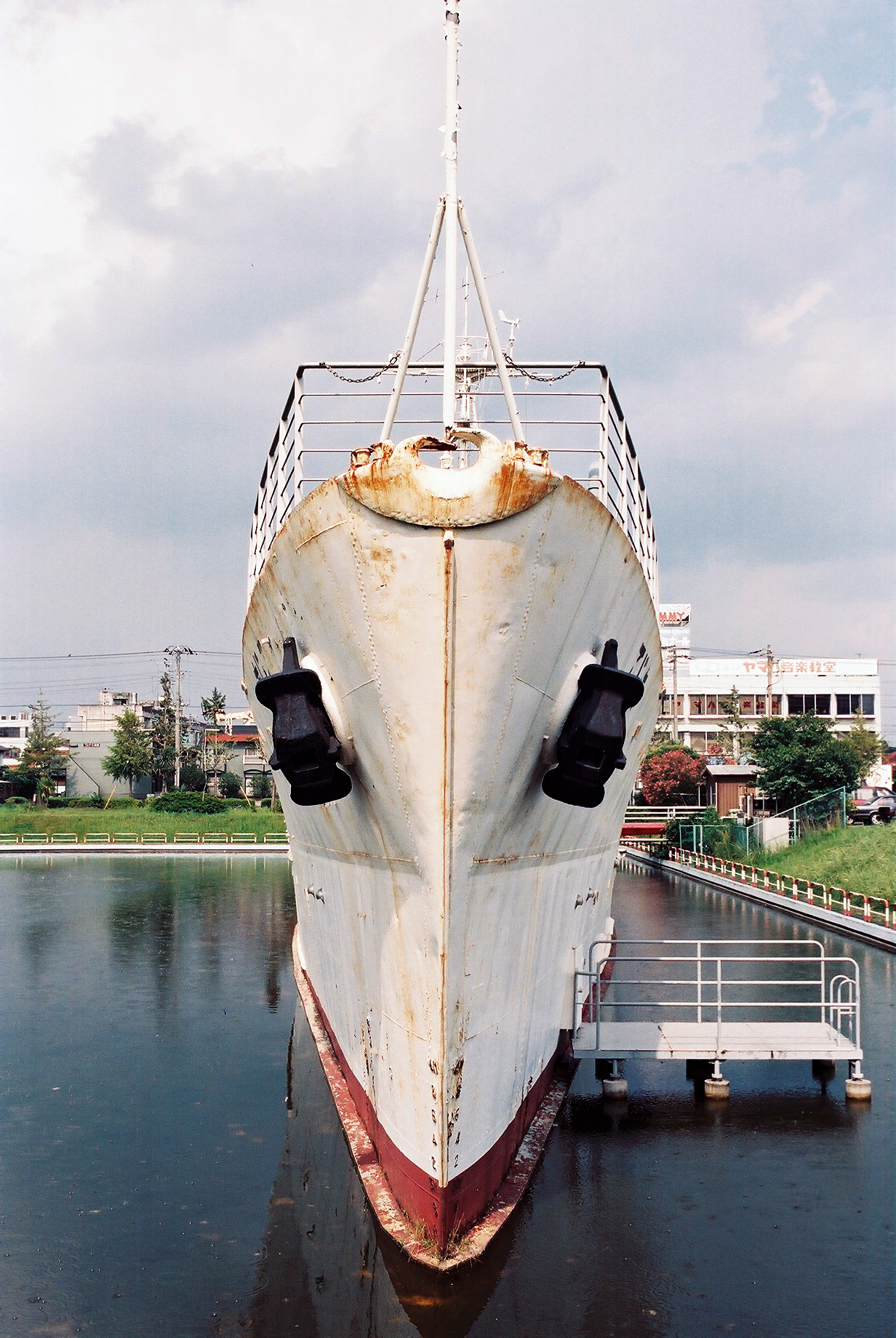
船首
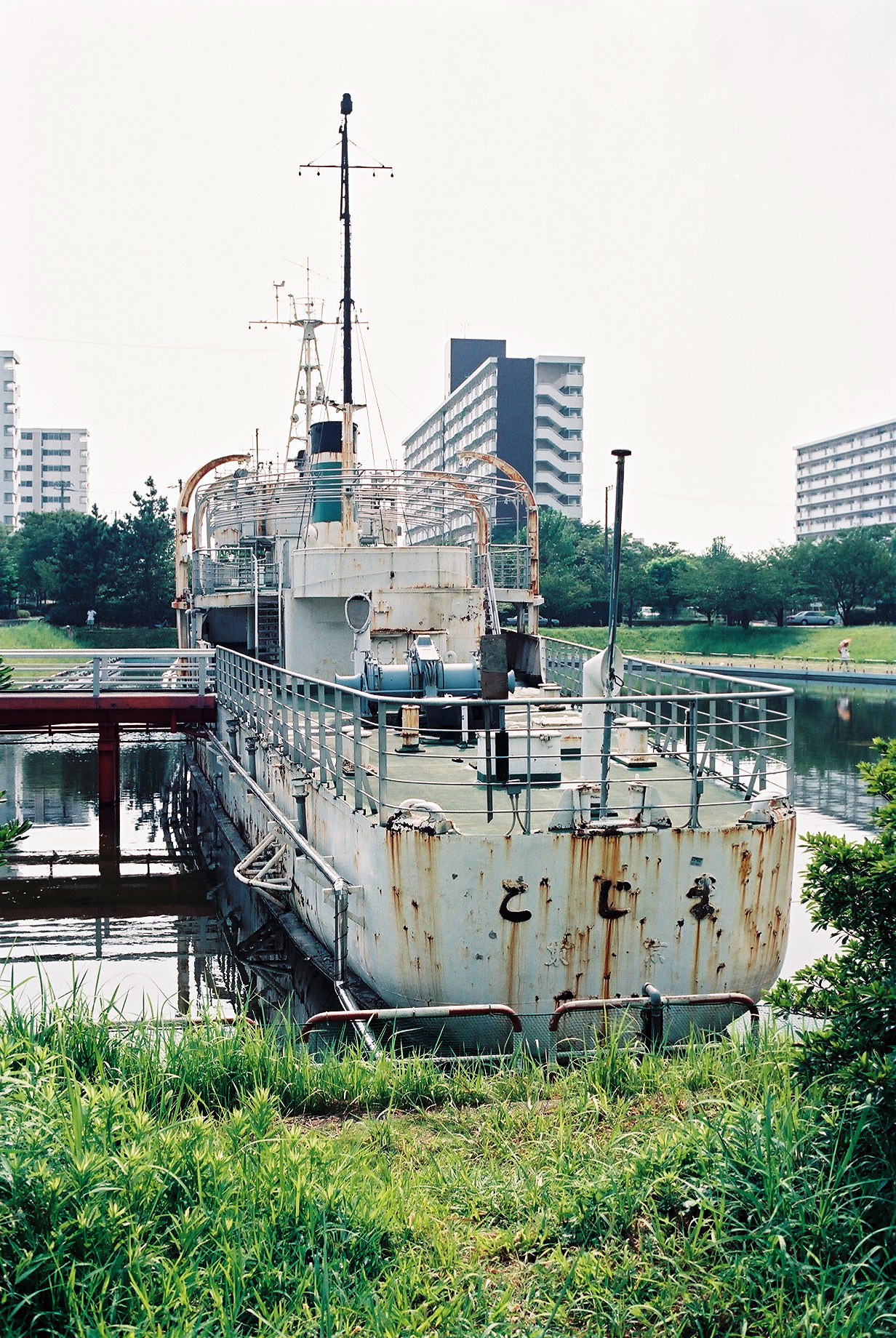
船尾
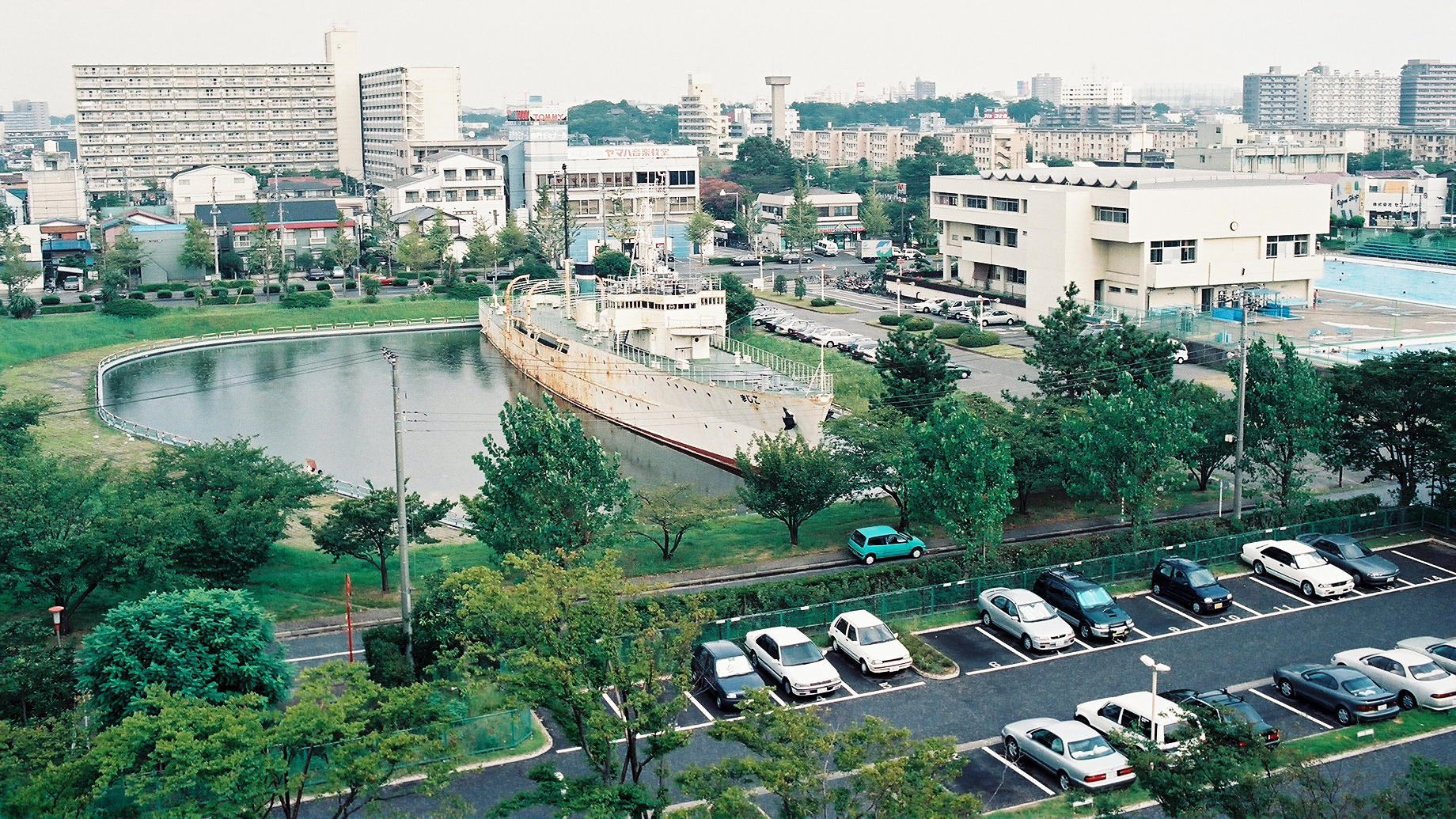
全景（1997年撮影）
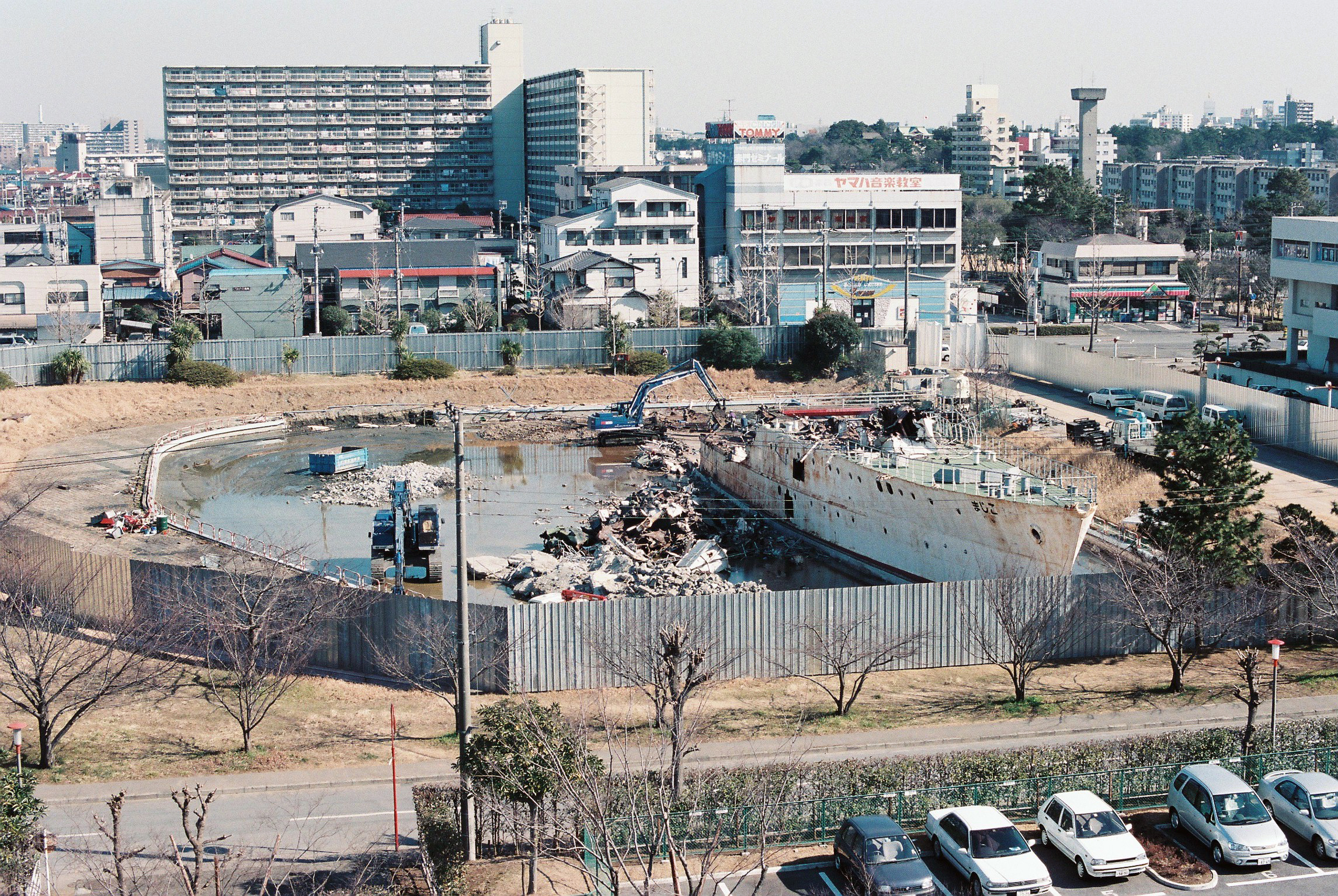
解体作業（1998年撮影）

## 志賀海防艦長/艦長
艤装員長
1. 名井貢 少佐：1945年3月3日[3] - 1945年3月20日

海防艦長/艦長
1. 名井貢 少佐/中佐/第二復員官：海防艦長 1945年3月20日[4] - 艦長 1945年12月1日 - 1945年12月20日
2. 濱崎長太郎 第二復員官/第二復員事務官：1945年12月20日[5] - 1946年4月25日
3. 志垣郁雄 第二復員事務官/復員事務官：1946年4月25日[6] - 1946年8月20日
4. 岩田治彦 復員事務官：1946年8月20日[7] -

### 注
1. ↑  これは法令上の定員数であり、特修兵、その他臨時増置された人員を含まない。